# ماركوس راميريز (ملاكم)
ماركوس راميريز (بالإنجليزية: Marcos Ramirez)‏ مواليد 31 مارس 1981 في دي موين، هو ملاكم محترف أمريكي يصنف ضمن فئة وزن الريشة.

## إحصائيات
خاض خلال مسيرته 27 نزالا، فاز في 25 ولم يتعادل وخسر في 1. فاز بالضربة القاضية في 16 نزالا.

## روابط خارجية
- ماركوس راميريز على موقع بوكس ريك (الإنجليزية) (registration required)